# Municipio de Sarandí del Yi
El municipio de Sarandí del Yi es uno de los dos municipios del departamento de Durazno, Uruguay. Tiene su sede en la ciudad homónima.

## Ubicación
El municipio se encuentra localizado en la zona sureste del departamento de Durazno.

## Historia
El municipio fue creado el 15 de marzo de 2010 por Ley Nº 18653, en cumplimiento de lo dispuesto en la Ley Nº 18567 de descentralización y participación ciudadana. Dicha ley determina la creación de municipios en todas aquellas localidades con una población superior a los 2000 habitantes. A este municipio le fueron adjudicadas las circunscripciones electorales RDC, RDD y RDE del departamento de Durazno.

## Localidades
La única localidad de este municipio es la ciudad de Sarandí del Yi.

## Autoridades
La autoridad del municipio es el Concejo Municipal, compuesto por el Alcalde y cuatro Concejales.
| Nº | Alcalde                   | Partido             | Inicio del mandato      | Fin del mandato         | Observaciones     | Concejales                                                                          |
| -- | ------------------------- | ------------------- | ----------------------- | ----------------------- | ----------------- | ----------------------------------------------------------------------------------- |
| 1  | Mario César Pereyra Pérez | Partido Nacional PN | 9 de julio de 2010      | 9 de julio de 2015      | Alcalde elegido   |                                                                                     |
| 2  | Mario César Pereyra Pérez | Partido Nacional PN | 10 de julio de 2015     | 26 de noviembre de 2020 | Alcalde reelegido | Miguel Alegre (PN) Hugo González (PN) Santiago Icasuriaga (PN) Guillermo Píriz (FA) |
| 3  | Carlos Luberriaga         | Partido Nacional PN | 27 de noviembre de 2020 | 2025                    | Alcalde elegido   | Ariel Pereyra (PN) Micaela Pérez (PN) Jorge Colina (PN) Jorge García (PN)           |